# 特韋爾尼帕峰
72°15′S 1°19′E / 72.250°S 1.317°E
特韋爾尼帕峰是南極洲的山峰，位於東部南極洲的毛德皇后地，屬於斯維爾德魯普山脈的一部分，處於特韋爾韋根嶺的北端，海拔高度2,195米，由德國的探險隊發現。